# Dongshi
Dongshi (chiń. upr. 东勢区; chiń. trad. 東勢區; pinyin Dōngshì qū; Wade-Giles Tung-shih ch’ü) – dzielnica (chiń. 區, qū) w rejonie górskim miasta wydzielonego Taizhong na Tajwanie. 
23 czerwca 2009 komitet przy Ministrze Spraw Wewnętrznych Republiki Chińskiej zarekomendował scalenie dotychczasowego powiatu Taizhong (chiń. trad. 臺中縣; pinyin Táizhōng xiàn) i miasta Taizhong (chiń. trad. 臺中市; pinyin Táizhōng xiàn) w miasto wydzielone (chiń. 直轄市, zhíxiáshì); wszystkie gminy miejskie (chiń. 鎮, zhèn), jak Dongshi, miasta i gminy wiejskie wchodzące w skład powiatu zostały przekształcone w dzielnice (chiń. 區, qū). Ustawa weszła w życie 25 grudnia 2010 roku.
Populacja dzielnicy Dongshi w 2016 roku liczyła 50 952 mieszkańców – 24 728 kobiet i 26 224 mężczyzn. Liczba gospodarstw domowych wynosiła 17 363, co oznacza, że w jednym gospodarstwie zamieszkiwało średnio 2,93 osób.

## Demografia (2011–2016)
| Rok  | Liczba ludności | Gęstość zaludnienia | Kobiety | Mężczyźni | Gospodarstwa domowe |
| ---- | --------------- | ------------------- | ------- | --------- | ------------------- |
| 2011 | 52 780          | 449                 | 25 384  | 27 396    | 17 067              |
| 2012 | 52 403          | 446                 | 25 265  | 27 138    | 17 163              |
| 2013 | 51 953          | 442                 | 25 079  | 26 874    | 17 213              |
| 2014 | 51 485          | 438                 | 24 874  | 26 611    | 17 241              |
| 2015 | 51 308          | 437                 | 24 862  | 26 446    | 17 306              |
| 2016 | 50 952          | 433                 | 24 728  | 26 224    | 17 363              |